# 小原莉子
小原莉子（日语：／ Kohara Riko，1990年2月3日—）是日本的女性聲優，吉他手，岐阜縣出身。原為object所屬，在事務所關閉後成為自由身。

## 人物
2011年6月在電視動畫《SKET DANCE》的甄選活動中組成樂團「The Sketchbook」出道，在樂團中擔任吉他手。
2014年在《麵包超人》第1212集中飾演討厭蔬菜的男孩子·貓見為聲優的出道作。
2015年3月The Sketchbook解散，之後以聲優工作為主。2015年9月加入object。
2018年3月25日，被選為擔任《BanG Dream!》中的女性樂團「RAISE A SUILEN」的吉他手。
2019年2月22日，以RAISE A SUILEN吉他手的名義在日本武道館進行了專屬演唱會演出。
2019年8月，在岐阜縣召開的 "第三回全國娛樂祭典"上，擔任應援大使。
使用的電吉他有DEAN的Cadillac 1980 3PU Classic Black、CUSTOM 450 Flame Maple和Gibson的LesPaul Custom WineRed以及Strandberg的Boden J6 RAS LOCK。

## 演出作品
※粗體字為主要角色。

### 偶像企劃
2017年
- DreamingDays

### 電視動畫
2011年
- SKET DANCE（唱歌的大姐姐）

2014年
- 麵包超人（討厭蔬菜的男孩子·貓見）

2016年
- 夢幻之星Online2 The Animation（莉子）
- 星夢筆記（星七海[5]）

2018年
- 卡利古拉（莉莉）
- 閃亂神樂 SHINOVI MASTER -東京妖魔篇-（月光[6]）

2019年
- BanG Dream! 2nd Season（朝日六花[7]）
- 神田川JET GIRLS（蒼井美莎[8]）

2020年
- BanG Dream! 3rd Season（朝日六花）
- 八男？別鬧了！（ミリヤム）
- BanG Dream! Girls Band Party!☆PICO ～大份～（朝日六花）

2021年
- BanG Dream! Girls Band Party!☆PICO Fever!（LOCK）

2022年
- 終末的後宮（武者小路薰）
- 頂點!!!!!!!!!!!!!!!（白壁まこ[9]）

2023年
- BanG Dream! It's MyGO!!!!!（朝日六花）

2025年
- 來玩吧 魔法少女村（違法佔據）（釧路[10]）

### 遊戲
2014年
- 夢幻之星Online2（聲音卷）
- 龍族創世紀聖戰之絆（專家暗殺者（女））
- 幻獸姬（木花開耶姬）

2015年
- 新楓之谷（齊格蒙特）
- 叛逆之刃（米亞）
- 克魯賽德戰記（布麗姬特）
- Guardian Clash（由乃）
- Valiant Knights（夏洛特·莉子）

2016年
- Caligula[11]
- 雷姆利亞～Strada Of Chain～（米蕾妮、紅麗、蓮音、布莉姬、卡莉絲）
- 戰亂武士王國（井上九郎右衛門）
- 三國志物語（郭嘉、馬岱）[12]

2017年
- 忍者大師 閃亂神樂 NEW LINK（月光）

2020年
- 《星空列車與白的旅行》（花江）

2021年
- Crash Fever（諾亞）
- 明日方舟 （桑葚）[13]

### RADIO
- 星夢筆記 私立華音學園放送部（音泉：2016年8月－）[14]

## 外部連結
- 事務所官方簡歷 （页面存档备份，存于）（日語）
- 小原莉子的X（前Twitter）（日語）